# Lari (ptáci)
Lari, do češtiny často překládáno jako racci, je název podřádu, který zahrnuje celou řadu skupin ptáků příbuzných rackům, jako jsou alky nebo chaluhy. Moderní taxonomie v rámci skupiny Lari rozlišuje následujících 6 čeledí:
- ouhorlíkovití (Glareolidae)
- alkovití (Alcae)
- chaluhovití (Stercorariidae)
- pobřežníkovití (Dromadidae)
- alkovití (Alcidae)
- rackovití (Laridae)

Někdy jsou do skupiny řazeni perepelovití (Turnicidae). Fylogenetické vztahy v rámci této skupiny se stále diskutují. Genetická studie z roku 2020 zaznamenala následující vztahy (v závorce jen pro představu počet druhů podle IOC):
|  | Dromadidae – pobřežníkovití (1 druh)   |
|  |                                        |
|  | Glareolidae – ouhorlíkovití (17 druhů) |
|  |                                        |

|  | Laridae – rackovití (103 druhů)                                                                          |
|  | |
|  | \| \| Stercorariidae – chaluhovití (7 druhů) \| \| \| \| \| \| Alcidae – alkovití (25 druhů) \| \| \| \| |
|  | |
|  | Stercorariidae – chaluhovití (7 druhů)                                                                   |
|  | |
|  | Alcidae – alkovití (25 druhů)                                                                            |
|  | |

|  | Stercorariidae – chaluhovití (7 druhů) |
|  |                                        |
|  | Alcidae – alkovití (25 druhů)          |
|  |                                        |

|  | Dromadidae – pobřežníkovití (1 druh)   |
|  |                                        |
|  | Glareolidae – ouhorlíkovití (17 druhů) |
|  |                                        |

|  | Laridae – rackovití (103 druhů)                                                                          |
|  | |
|  | \| \| Stercorariidae – chaluhovití (7 druhů) \| \| \| \| \| \| Alcidae – alkovití (25 druhů) \| \| \| \| |
|  | |
|  | Stercorariidae – chaluhovití (7 druhů)                                                                   |
|  | |
|  | Alcidae – alkovití (25 druhů)                                                                            |
|  | |

|  | Stercorariidae – chaluhovití (7 druhů) |
|  |                                        |
|  | Alcidae – alkovití (25 druhů)          |
|  |                                        |